# ألفريدو كوبيلو
ألفريدو كوبيلو (بالإسبانية: Alfredo Copello) (15 مارس 1903 – غير معروف) هو ملاكم أرجنتيني راحل، مثّل بلاده في الألعاب الأولمبية الصيفية 1924.

## روابط خارجية
ألفريدو كوبيلو على موقع بوكس ريك (الإنجليزية) (registration required)
- ألفريدو كوبيلو على موقع اللجنة الأولمبية الدولية (الإنجليزية)
- ألفريدو كوبيلو على موقع أوليمبيديا (الإنجليزية)